# Now (There Is No Tomorrow)
There Is No Tomorrow (em coreano:  "내일은 없어 (Now)", lit. "No Tomorrow (Now)") or "Now", é uma canção interpretada pela dupla sul-coreana Trouble Maker, que consiste em Hyunseung (Jay Stomp) do B2ST e HyunA do 4minute. A canção foi lançada como single do segundo EP da dupla, Chemistry, lançado em 28 de outubro de 2013.

## Promoção e lançamento
Em 4 de outubro de 2013, a Cube revelou que Trouble Maker faria seu retorno. Um representante confirmou a data de retorno para ser em 24 de outubro no M! Countdown: "Como faz um tempo desde que eles estão ativos em uma unidade, ambos os artistas estão totalmente engajados projetos."
Em 23 de outubro, a dupla lançou um vídeo teaser e uma foto que mostrava um conceito sexy. A agência confirmou a data de lançamento para 24 de Outubro, e a faixa-título chamada "There Is No Tomorrow". Eles finalmente lançaram o single em 28 de outubro.
Trouble Maker promoveu "There Is No Tomorrow" em 30 de outubro no Show Champion Eles, então, continuara performando nos programas M! Countdown, Music Bank, Show! Music Core e Inkigayo.

## Estilo musical, letra e composição
"There's No Tomorrow" é uma canção de fantasia, como que "apresenta as características de som de saxofone e cordas, retratando o relacionamento de um casal teatral, por outro lado, se assemelha a um monodrama".

## Vídeo musical
O vídeo foi dirigido por Lee GiBeak que também dirigiu "Caffeine", "Shadow (Geurimja)" and "I'm Sorry" do B2ST. Em 24 de outubro de 2013, o vídeo teaser da música "There Is No Tomorrow" foi lançado, com a versão completa em 28 de outubro.
O vídeo da música tem o tema "Bonnie e Clyde". Kpopstarz.com escreveu que o vídeo "reflete a decadência da vida na pista rápida, mais especificamente na cultura americana. O vídeo abre com a dupla bebendo quantidades abundantes de Budweiser e Hyunseung em cima de uma cama onde ele é coberto por mulheres estrangeiras. Na essência tanto a música e o vídeo fornecem comentários muito mais social do que o que o duo ficou previamente conhecido."
A coreografia foi feita por Keone Madrid e Mariel Madrid, que já trabalharam com Urban Dance Camp na Alemanha.
Em 3 de novembro, Trouble Maker lançou uma versão sem cortes de seu videoclipe. Um artigo no allkpop descreve-o como "o dobro do comprimento do MV original e apresenta cenas ainda mais vaporosas com os dois artistas, trazendo os seus fãs ainda mais de suas emoções exuberantes e sua química sexy".

## Desempenho nas paradas
Em 28 de outubro de 2013, "Now" alcançou o número um em dez paradas musicais da Coreia (Melon, Mnet, Olleh Music, Bugs, Soribada, Monkey3, Naver Music, Cyworld Music, GENIE and Daum Music) no prazo de duas horas de seu lançamento e foi certificado por Instiz.net como uma "All-Kill". Em 7 de novembro de 2013, "Now" estreou no número 1 na parada da Gaon. A música alcançou o topo da Billboard K-Pop 100 em 16 de novembro de 2013.
A canção também recebeu numerosos primeiro lugar em o programas musicais, uma dupla coroa no M! Countdown (7, 14 de novembro) e no Music Bank (8, 15 de novembro), no Music Core (9 de novembro), no Inkigayo (10 de novembro) e uma tríplice coroa no Show Champion (6, 13, 20 de novembro).
| Gráfico                      | Melhores posições |
| ---------------------------- | ----------------- |
| Gaon Singles chart           | 1                 |
| Gaon Local Singles chart     | 1                 |
| Gaon Streaming Singles chart | 1                 |
| Gaon Download Singles chart  | 1                 |
| Gaon BGM chart               | 1                 |
| Gaon Mobile Ringtone chart   | 3                 |
| Gaon Karaoke chart           | 62                |
| Billboard K-Pop Hot 100      | 1                 |

## Créditos
- Hyunseung - vocais
- Hyuna - vocais, rap
- Shinsadong Tiger - produção, composição, arranjo, música
- Rado - produção, composição, arranjo, música
- LE - composição